# Campeonato Mundial de Boxeo Aficionado de 2005
El XIII Campeonato Mundial de Boxeo Aficionado se celebró en Mianyang (China) entre el 13 y el 20 de noviembre de 2005 bajo la organización de la Asociación Internacional de Boxeo (AIBA) y la Asociación China de Boxeo Aficionado.
Las competiciones se realizaron en el Gimnasio Jiu Zhou de la ciudad china. Participaron en total 412 boxeadores de 74 federaciones nacionales afiliadas a la AIBA.

## Medallistas
| Evento               | Oro                                | Plata                            | Bronce                                                          |
| -------------------- | ---------------------------------- | -------------------------------- | --------------------------------------------------------------- |
| Minimosca (48 kg)    | Zou Shiming China                  | Pál Bedák · Hungría              | Sherali Dostiyev · Tayikistán Birzhan Zhakypov · Kazajistán     |
| Mosca (51 kg)        | Lee Ok-Sung Corea del Sur          | Andry Lafita · Cuba              | Mirat Sarsembayev · Kazajistán Rau'shee Warren · Estados Unidos |
| Gallo (54 kg)        | Guillermo Rigondeaux · Cuba        | Rustam Rachimow · Alemania       | Ali Hallab Francia Gary Russell Estados Unidos                  |
| Pluma (57 kg)        | Alexei Tishchenko · Rusia          | Alexei Shaidulin Bulgaria        | Yuriolkis Gamboa · Cuba Viorel Simion · Rumania                 |
| Ligero (60 kg)       | Yordanis Ugas · Cuba               | Ramal Amanov Azerbaiyán          | Jabib Alajverdiyev · Rusia Domenico Valentino · Italia          |
| Superligero (64 kg)  | Serik Sapiyev · Kazajistán         | Dilshod Mahmudov Uzbekistán      | Inocente Fiss · Cuba Emil Məhərrəmov · Azerbaiyán               |
| Wélter (69 kg)       | Erislandi Lara · Cuba              | Mahamed Nurudzinau · Bielorrusia | Bajtiyar Artayev · Kazajistán Neil Perkins · Inglaterra         |
| Medio (75 kg)        | Matvei Korobov · Rusia             | Ismail Silaj · Ucrania           | Emilio Correa Bayeux · Cuba Mohamed Hikal · Egipto              |
| Semipesado (81 kg)   | Yerdos Zhanaberguenov · Kazajistán | Marijo Šivolija · Croacia        | Oʻtkirbek Haydarov Uzbekistán Artak Malumian Armenia            |
| Pesado (91 kg)       | Alexandr Alexeyev · Rusia          | Elçin Əlizadə Azerbaiyán         | Jasur Matchanov · Uzbekistán Alexander Powernow · Alemania      |
| Superpesado (+91 kg) | Odlanier Solís · Cuba              | Roman Romanchuk · Rusia          | Roberto Cammarelle · Italia Kubrat Pulev · Bulgaria             |

## Medallero
| Núm. | País           | Oro | Plata | Bronce | Total |
| ---- | -------------- | --- | ----- | ------ | ----- |
| 1    | Cuba           | 4   | 1     | 3      | 8     |
| 2    | Rusia          | 3   | 1     | 1      | 5     |
| 3    | Kazajistán     | 2   | 0     | 3      | 5     |
| 4    | China          | 1   | 0     | 0      | 1     |
| 4    | Corea del Sur  | 1   | 0     | 0      | 1     |
| 6    | Azerbaiyán     | 0   | 2     | 1      | 3     |
| 7    | Uzbekistán     | 0   | 1     | 2      | 3     |
| 8    | Alemania       | 0   | 1     | 1      | 2     |
| 8    | Bulgaria       | 0   | 1     | 1      | 2     |
| 10   | Bielorrusia    | 0   | 1     | 0      | 1     |
| 10   | Croacia        | 0   | 1     | 0      | 1     |
| 10   | Hungría        | 0   | 1     | 0      | 1     |
| 10   | Ucrania        | 0   | 1     | 0      | 1     |
| 14   | Estados Unidos | 0   | 0     | 2      | 2     |
| 14   | Italia         | 0   | 0     | 2      | 2     |
| 16   | Armenia        | 0   | 0     | 1      | 1     |
| 16   | Egipto         | 0   | 0     | 1      | 1     |
| 16   | Francia        | 0   | 0     | 1      | 1     |
| 16   | Inglaterra     | 0   | 0     | 1      | 1     |
| 16   | Rumania        | 0   | 0     | 1      | 1     |
| 16   | Tayikistán     | 0   | 0     | 1      | 1     |
|      | TOTAL          | 11  | 11    | 22     | 44    |